# Damian Ul
Damian Ul est acteur polonais né le 15 janvier 1997 à Wałbrzych. Il est connu pour avoir joué dans le film Un conte d'été polonais.

## Récompenses et distinctions
- (en) Damian Ul : Awards, sur l'Internet Movie Database